# چارلز ادوارد پرت
چارلز ادوارد پرت (انگلیسی: Charles Edward Pratt; ۱۵ ژوئیهٔ ۱۹۱۱ – ۲۴ فوریهٔ ۱۹۹۶) قایقران روئینگ، و معمار اهل کانادا بود.